# Adam Ślusarczyk
Adam Ślusarczyk (ukr. Адам Слюсарчик, Adam Slusarczyk; ur. 24 sierpnia 1912 w Dąbrówce Ruskiej, zm. 19 września 1947) – kapłan greckokatolicki, kapelan UPA.

## Biografia
W 1930 zdał egzamin dojrzałości w Państwowym Gimnazjum im. Królowej Zofii w Sanoku. Wstąpił do Greckokatolickiego Seminarium Duchownego w Przemyślu. Jesienią 1933 skierowany do Rzymu, gdzie od 1 stycznia 1934 studiował w Papieskim Seminarium Duchownym św. Jozafata. Corocznie uczestniczył w audiencji, której udzielał studentom papież. Jako celebs wyświęcony został 18 kwietnia 1937 przez bp. A. Evreinoffa. Studia ukończył 15 lipca 1938 r. obroną pracy doktorskiej. 
Po powrocie do Polski w 1939 r. mianowany został wikariuszem w Bełżcu, msze odprawiał w filialnej cerkwi w Kwaszyninie. Na przełomie lat 1939/1940 objął funkcję wikariusza w Lublińcu Nowym (odprawiał nabożeństwa w filialnej cerkwi w Lublińcu Starym). Był też katechetą w miejscowej szkole. W krótkim czasie zdobył zaufanie i szacunek parafian. 
W ostatnich latach wojny ze względu na zagrożenie ze strony polskiego podziemia często nocował poza plebanią w domach mieszkańców wsi. Wiosną 1945, po wysiedleniu na Ukrainę proboszcza cerkwi w Lublińcu Nowym - Ołeksandra Kozenki oraz części mieszkańców, pozostał z parafianami obu Lublińców w najcięższym dla nich czasie. Prawdopodobnie w maju 1945 r. m.in. dzięki jego mediacji doszło do rozmów między AK-WiN a UPA w Rudzie Różanieckiej, które zakończyły najbardziej krwawy okres walk polsko-ukraińskich w tym regionie. Wkrótce potem zszedł całkowicie do podziemia, gdzie występował pod ps. „Knyha”.
Od października 1946 przebywał w bunkrze technicznego ośrodka Krajowego Prowodu OUN „Wulkan” znajdującym się koło Monasterza). Zajmował się tam tłumaczeniem na język angielski i francuski wydawnictw podziemnych przeznaczonych dla ambasad państw zachodniej Europy w Polsce. Przez cały ten okres nie zapominał o wiernych i cyklicznie odprawiał msze święte. 
Zginął 19 września 1947 r. próbując wydostać się z otoczonej przez żołnierzy KBW i funkcjonariuszy UB kryjówki. Jego współpracownik – Iron Kudłajczuk ps. „Dowhyj” – został wówczas ranny i wzięty do niewoli.
Miejsce pochówku ks. Ślusarczyka pozostaje nieznane.